# Implementação de referência
Na informática, uma implementação de referência é uma implementação de um determinado padrão desenvolvida para ajudar terceiros a implementarem suas próprias versões do padrão. Implementações de referência geralmente, mas não obrigatoriamente, possuem níveis de qualidade adequados para uso em ambientes de produção. 